# مكري
مكري (بالفرنسية: Magaria)‏ هي إدارة في النيجر، تقع في منطقة زيندر، بلغ عدد سكانها 577,743 نسمة وذلك حسب إحصائيات عام 2012، عاصمتها ماغاريا. تبلغ مساحتها 3،699 كم٢ أو 3910 كم٢.

## التقسيم الإداري
تنقسم منطقة مكري لـ 7 بلديات (بالفرنسية: Communes)‏، منهم بلدية حضرية (مكري) و6 بلديات ريفية (باندي، دانتشياو، كوايا، ساسومبروم، واشا، يكوا)، المركز الإداري للمنطقة هو مكري.
| البلدية                                 | المساحة | عدد السكان (تقدير 2022) | ذكور   | إناث   | عدد السكان (تعداد 2012) | الذكور | الإناث |
| --------------------------------------- | ------- | ----------------------- | ------ | ------ | ----------------------- | ------ | ------ |
| مكري (بالفرنسية: MAGARIA)‏ «بلدية حضرية» |         | 187،408                 | 93،472 | 93،936 | 130،707                 | 64،431 | 66،276 |
| باندي (بالفرنسية: BANDE)‏                |         | 163،800                 | 81،697 | 82،103 | 114،242                 | 56،020 | 58،222 |
| دانتشتو (بالفرنسية: DANTCHIO)‏           |         | 101،826                 | 50،787 | 51،039 | 71،018                  | 33،659 | 37،359 |
| كوايا (بالفرنسية: KWAYA)‏                |         | 46،613                  | 23،249 | 23،364 | 32،510                  | 15،563 | 16،947 |
| يكوا (بالفرنسية: YEKOUA)‏                |         | 82،603                  | 41،199 | 41،404 | 57،611                  | 27،692 | 29،919 |
| واشا (بالفرنسية: WACHA)‏                 |         | 134،049                 | 66،859 | 67،190 | 93،492                  | 46،642 | 46،850 |
| ساسومبروم (بالفرنسية: SASSOUMBROUM)‏     |         | 112،070                 | 55،896 | 56،174 | 78،163                  | 39،984 | 38،179 |

## السڪان
بلغ عدد سكان المنطقة حسب التعداد النيجري لعام 2012 نحو 577،743 نسمة، منهم 283،991 ذكور و293،752 إناث، بينما بلغ حسب تقدير 2022 نحو 828،367 نسمة، منهم 413،157 ذكور و415،210 إناث.

### العرق
يتكون السكان بشكل أساسي من الهوسا والطوارق والفولاني، وتضم المنطقة ثلاث مجموعات بدوية هم جماعات كاكيتاما وميداموسة وساسومبروم.

## رؤساء الإدارة
- يوسفو آدا (8 نوفمبر 2021 - الآن)